# Holzheim (Donau-Ries)
Holzheim (Donau-Ries) este o comună aflată în districtul Donau-Ries, landul Bavaria, Germania.